# Ангола на Светском првенству у атлетици на отвореном 2011.
Ангола је учествовала на 13. Светском првенству у атлетици на отвореном 2011. одржаном у Тегу од 27. августа до 4. септембра. Репрезентацију Анголе представљало је двоје такмичара (1 мушкарац и 1 жене) у 2 дисциплине (1 мушка и 1 женска)., 
На овом првенству Ангола није освојила ниједну медаљу. Није било нових националних рекорда. Постигнут је један лични и један рекорд сезоне.

## Учесници
| Мушкарци: - Николау Паланка — 400 м | Жене: - Алда Пауло — 100 м |  |

## Резултати

### Мушкарци
| Атлетичар       | Дисциплина | Лични рекорд | Група    | Група  | Полуфинале           | Полуфинале           | Финале               | Финале       | Детаљи |
| Атлетичар       | Дисциплина | Лични рекорд | Резултат | Место  | Резултат             | Место                | Резултат             | Место        | Детаљи |
| --------------- | ---------- | ------------ | -------- | ------ | -------------------- | -------------------- | -------------------- | ------------ | ------ |
| Николау Паланка | 400 м      | 48,43        | 49,38 РС | 6 гр 2 | Није се квалификовао | Није се квалификовао | Није се квалификовао | 34 / 36 (39) |        |

### Жене
| Атлетичарка | Дисциплина | Лични рекорд | Квалификације | Квалификације | Група    | Група     | Полуфинале            | Полуфинале            | Финале                | Финале       | Детаљи |
| Атлетичарка | Дисциплина | Лични рекорд | Резултат      | Место         | Резултат | Место     | Резултат              | Место                 | Резултат              | Место        | Детаљи |
| ----------- | ---------- | ------------ | ------------- | ------------- | -------- | --------- | --------------------- | --------------------- | --------------------- | ------------ | ------ |
| Алда Пауло  | 100 м      | 13,20        | 12,85 ЛР      | 3 у гр. 4 КВ  | 13,02    | 8 у гр. 4 | Није се квалификовала | Није се квалификовала | Није се квалификовала | 55 / 71 (73) |        |

Легенда: НР = национални рекорд, ЛР= лични рекорд, РС = Рекорд сезоне (најбољи резултат у сезони до почетка првества), КВ = квалификован (испунио норму), кв = квалификова (према резултату)